# Eirmotus
Eirmotus ist eine südostasiatische Gattung kleiner Karpfenfische. Sie kommt mit vier Arten auf der Malaiischen Halbinsel, Sumatra und Borneo vor.

## Merkmale
Eirmotus sind ein wenig hochrückig, sehen mit ihrer gelblichen bis rötlich-braunen Grundfarbe und den Querstreifen aus wie zarte Gürtelbarben und erreichen Körperlängen von 3,2 bis 3,6 cm. Die Körperseiten werden von acht, senkrechten schwarzen bis braunen Bändern markiert. Auf dem Kopf bilden sensorische Papillen des Seitenliniensystems auffällige Muster. Die Seitenlinie erstreckt sich lediglich über zwei bis sechs perforierte Schuppen. Barteln fehlen. Der letzte unverzweigte Flossenstrahl der Rückenflosse ist gesägt.

## Lebensweise
Eirmotus-Arten leben in Sümpfen, Seen und sonstigen stehenden Gewässern des Tieflandes, üblicherweise im tropischen Regenwald, reagieren empfindlich auf Störungen und verschwinden bei Entwaldung mit den Bäumen.

## Arten
- Eirmotus furvus Tan & Kottelat, 2008
- Eirmotus insignis Tan & Kottelat, 2008
- Eirmotus isthmus Tan & Kottelat, 2008
- Achtbinden-Barbe (Eirmotus octozona Tan & Schultz, 1959)